# Sebastian Malicki
Sebastian Malicki (ur. 21 stycznia 1982 w Monachium) – polski piłkarz, bramkarz, wicemistrz Europy U-16 z 1999 roku.